# Gyrophaena congrua
Gyrophaena congrua är en skalbaggsart som beskrevs av Wilhelm Ferdinand Erichson 1837. Gyrophaena congrua ingår i släktet Gyrophaena, och familjen kortvingar. Arten är reproducerande i Sverige.